# Сребрна вода
Сребрна вода је конвенционални назив за препарате који садрже различите облике сребра, најчешће у воденом вехикулуму. То могу бити суспензије наночестица металног сребра (тзв. колоидно сребро), раствори који садрже јоне сребра или препарати у којима су једињења сребра везана за протеине дисперговане у води. Ови препарати се налазе у слободном промету на тржишту већине земаља и значајно варирају по свом садржају.
Сребрна вода се данас рекламира као универзални антибиотик без нежељеног дејства. Међутим, у студији спроведеној 1995. године на 9 препарата колоидног сребра, два производа су већ садржала микроорганизме, четири су показала антибактеријско дејство in vitro, а концентрација сребра је имала тенденцију да опада са временом у свим препаратима. Америчка Агенција за храну и лекове (ФДА) је у својим испитивањима нашла да су препарати колоидног сребра садржали између 15,2% и 124% од декларисаног садржаја. С обзиром на то да сребро може да проузрокује аргирију, те да вероватноћа добијања аргирије директно зависи од количине слободног сребра, као и антибактеријска моћ „сребрне воде“, то је ФДА донела закључак да »опасност од употребе препарата колоидног сребра превазилази било коју очекивану корист«.
Према подацима Америчке агенције за заштиту околине ЕПА, орално узета количина сребра до 5 микрограма дневно по килограму телесне масе не би требало да представља никакву опасност по здравље човека.